# Bo Ericson
Bo Evert Ericson (Frölunda, 28 gennaio 1919 – Karlstad, 14 febbraio 1970) è stato un martellista svedese.

## Palmarès

### Europei
- 1 medaglia:
  - 1 oro (Oslo 1946 nel lancio del martello)